# Smugi chemiczne

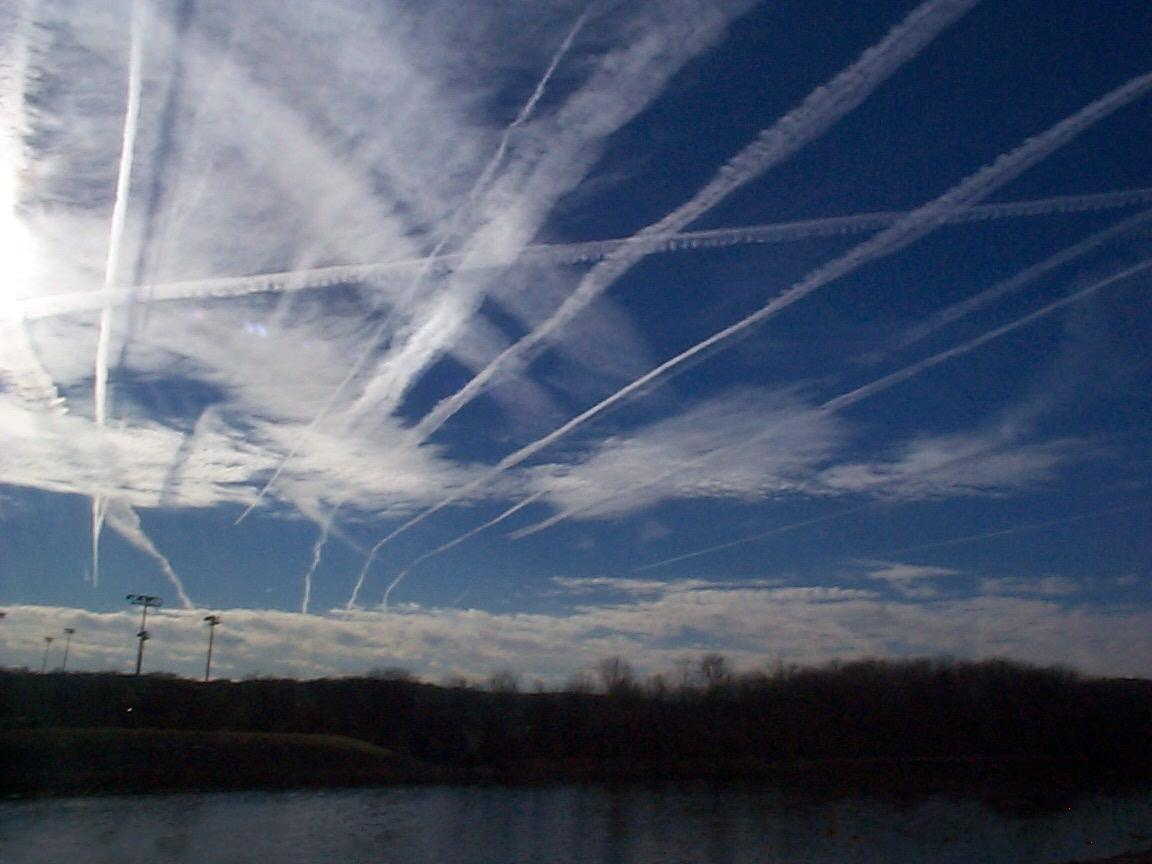
Smugi kondensacyjne

Smugi chemiczne (ang. chemtrails) – teoria spiskowa zakładająca, że smuga kondensacyjna powstająca za lecącym samolotem jest – zawsze bądź tylko w niektórych przypadkach – wytworem mającym utajony cel, wywoływany dystrybucją na wielkich obszarach dużych ilości substancji, które mogą być szkodliwe dla organizmów żywych. Środowiska naukowe i rządowe odrzucają tę koncepcję, uznając ją za teorię spiskową.

## Postulaty teorii
Teoria dotycząca smug chemicznych nie jest teorią ani kompletną, ani spójną. W zależności od środowiska osób postulujących istnienie chemtrails podawane są całkiem różne motywy i metody ich tworzenia, m.in.:
- rozpylanie nieznanych substancji przez duże odrzutowce wojskowe na dużej wysokości[4][5],
- sterowanie pogodą na masową skalę przez rządy państw[6][7],
- walka naukowców ze zmianami klimatu[8][9], co może powodować zatruwanie ludności[6] (istnieją też zwolennicy teorii przeciwnej, wg której globalne ocieplenie spowodowane jest smugami chemicznymi[9]),
- potężne tajne stowarzyszenia rozpylają chemikalia mające uczynić społeczeństwa uległymi i łatwymi do kontrolowania[6],
- rozpylanie substancji w celu kontroli populacji lub manipulacji psychologicznych[8],
- testy nowych broni[8],
- drastyczne ograniczenie liczby ludności[7],
- rozpylanie tlenku glinu przez Monsanto w celu zmiany pogody i pH gleby, aby mogły w niej kiełkować jedynie nasiona roślin zmodyfikowane genetycznie, będące w posiadaniu tego przedsiębiorstwa[10].

Smugi chemiczne mają powodować problemy zdrowotne i choroby układu oddechowego. Jako zleceniodawcę ww. akcji wskazuje się czasem tzw. rząd światowy.
Rzekomo rozpylane substancje to np.:
- aluminium – ma zatruwać szyszynkę poprzez oblepianie jej i tworzenie żółtej otoczki oraz zatykanie jej kanałów,
- tytan,
- wirusy,
- bakterie,
- grzyby – Candida lub drożdżaki,
- poliwęglany,
- tlenek glinu[10].